# Ohio kormányzóinak listája
Ez a lista az Amerikai Egyesült Államok Ohio államának kormányzóit sorolja föl. Az angol Ohio szó az irokéz ohi-yo szóból ered, melynek jelentése: nagy folyó. Eredetileg az unión kívüli Északnyugati-Terület része volt, ám 1803. március 1-jén, csatlakozott az Államokhoz mint 17. tagállam (az első új államként az Északnyugati rendelet hatályba lépése után). Ohio beceneve Vadgesztenye Állam (Buckeye State), az ohiói vadgesztenyefák miatt. Lakosait Vadgesztenyéknek (Buckeyes) nevezik.
A kormányzói széket négy évre lehet elnyerni, s az adott személy egyszer újraválasztható, majd az adott személy négy év múlva ismét választható lesz.
Jelenleg a 70. kormányzó, a Republikánus Párthoz tartozó Mike DeWine tölti be a tisztséget 2019. január 14. óta. A kormányzóhelyettes a szintén republikánus Jon A. Husted.

## Párthovatartozás
| Párt | Párt                   | Kormányzók |
| ---- | ---------------------- | ---------- |
|      | Republikánus           | 30         |
|      | Demokrata              | 23         |
|      | Demokrata-republikánus | 9          |
|      | Whig                   | 5          |
|      | Jackson-ellenes        | 2          |
|      | Unionista              | 1          |

## Az Északnyugati-terület kormányzója
| # | Kép | Kormányzó            | Hivatali idő kezdete | Hivatali idő vége  | Párt | Kinevező                  | Egyéb választott (szövetségi) tisztségei  |
| 1 |     | Arthur St. Clair     | 1787. október 5.     | 1802. november 22. |      | Kontinentális Kongresszus | A Kontinentális Kongresszus elnöke (1787) |
| 2 |     | Charles Willing Byrd | 1802. november 22.   | 1803. március 3.   |      |                           | helyettes kormányzóként                   |

## Ohio szövetségi állam kormányzói
| Ohio kormányzóinak listája                                                                               | Ohio kormányzóinak listája                                                                               | Ohio kormányzóinak listája                                                                               | Ohio kormányzóinak listája                                                                               | Ohio kormányzóinak listája                                                                               | Ohio kormányzóinak listája                                                                               | Ohio kormányzóinak listája | Ohio kormányzóinak listája                                                                               | Ohio kormányzóinak listája                                                                               |
| Jackson-ellenes Föderalista Unionisták Demokrata-Republikánus Whig Párt Demokrata Párt Republikánus Párt | Jackson-ellenes Föderalista Unionisták Demokrata-Republikánus Whig Párt Demokrata Párt Republikánus Párt | Jackson-ellenes Föderalista Unionisták Demokrata-Republikánus Whig Párt Demokrata Párt Republikánus Párt | Jackson-ellenes Föderalista Unionisták Demokrata-Republikánus Whig Párt Demokrata Párt Republikánus Párt | Jackson-ellenes Föderalista Unionisták Demokrata-Republikánus Whig Párt Demokrata Párt Republikánus Párt | Jackson-ellenes Föderalista Unionisták Demokrata-Republikánus Whig Párt Demokrata Párt Republikánus Párt | Jackson-ellenes Föderalista Unionisták Demokrata-Republikánus Whig Párt Demokrata Párt Republikánus Párt | Jackson-ellenes Föderalista Unionisták Demokrata-Republikánus Whig Párt Demokrata Párt Republikánus Párt | Jackson-ellenes Föderalista Unionisták Demokrata-Republikánus Whig Párt Demokrata Párt Republikánus Párt |
| # | Kép | Kormányzó                                                                                                | Hivatali idő kezdete                                                                                     | Hivatali idő vége                                                                                        | Párt | Egyéb választott (szövetségi) tisztségei | Helyettes                                                                                                | Helyettes                                                                                                |
| --- | --- | --- | --- | --- | --- | --- | --- | --- |
| 1 | | Edward Tiffin (1766–1829)                                                                                | 1803. március 3.                                                                                         | 1807. március 4.                                                                                         | | Az Egyesült Államok szenátusának tagja (1807–1809) | nem volt                                                                                                 | nem volt                                                                                                 |
| 2 | | Thomas Kirker (1760–1837)                                                                                | 1807. március 4.                                                                                         | 1808. december 12.                                                                                       | | | nem volt                                                                                                 | nem volt                                                                                                 |
| 3 | | Samuel H. Huntington (1765–1817)                                                                         | 1808. december 12.                                                                                       | 1810. december 8.                                                                                        | | | nem volt                                                                                                 | nem volt                                                                                                 |
| 4 | | Return J. Meigs, Jr. (1764–1825)                                                                         | 1810. december 8.                                                                                        | 1814. március 24.                                                                                        | | Az Egyesült Államok szenátusának tagja (1808–1810) Az Egyesült Államok Főpostamestere (1814–1823) | nem volt                                                                                                 | nem volt                                                                                                 |
| 5 | | Othniel Looker (1757–1845)                                                                               | 1814. március 24.                                                                                        | 1814. december 8.                                                                                        | | | nem volt                                                                                                 | nem volt                                                                                                 |
| 6 | | Thomas Worthington (1773–1827)                                                                           | 1814. december 8.                                                                                        | 1818. december 14.                                                                                       | | Az Egyesült Államok szenátusának tagja (1803–1807; 1810–1814) | nem volt                                                                                                 | nem volt                                                                                                 |
| 7 | | Ethan Allen Brown (1776–1852)                                                                            | 1818. december 14.                                                                                       | 1822. január 4.                                                                                          | | Az Egyesült Államok szenátusának tagja (1822–1825) Az Egyesült Államok nagykövete Brazíliában (1831–1834) | nem volt                                                                                                 | nem volt                                                                                                 |
| 8 | | Allen Trimble (1783–1870)                                                                                | 1822. január 4.                                                                                          | 1822. december 28.                                                                                       | | | nem volt                                                                                                 | nem volt                                                                                                 |
| 9 | | Jeremiah Morrow (1771–1852)                                                                              | 1822. december 28.                                                                                       | 1826. december 19.                                                                                       | | Az Egyesült Államok képviselőházának tagja (1803–1813; 1840–1843) Az Egyesült Államok szenátusának tagja (1813–1819) | nem volt                                                                                                 | nem volt                                                                                                 |
| 10 | | Allen Trimble (1783–1870)                                                                                | 1826. december 19.                                                                                       | 1830. december 18.                                                                                       | | | nem volt                                                                                                 | nem volt                                                                                                 |
| 11 | | Duncan McArthur (1772–1839)                                                                              | 1830. december 18.                                                                                       | 1832. december 7.                                                                                        | | Az Egyesült Államok képviselőházának tagja (1813; 1823–1825) | nem volt                                                                                                 | nem volt                                                                                                 |
| 12 | | Robert Lucas (1781–1853)                                                                                 | 1832. december 7.                                                                                        | 1836. december 12.                                                                                       | | Az iowai terület kormányzója (1838–1841) | nem volt                                                                                                 | nem volt                                                                                                 |
| 13 | | Joseph Vance (1786–1852)                                                                                 | 1836. december 12.                                                                                       | 1838. december 13.                                                                                       | | Az Egyesült Államok képviselőházának tagja (1821–1833; 1843–1847) | nem volt                                                                                                 | nem volt                                                                                                 |
| 14 | | Wilson Shannon (1802–1877)                                                                               | 1838. december 13.                                                                                       | 1840. december 16.                                                                                       | | Az Egyesült Államok nagykövete Mexikóban (1844–1845) Az Egyesült Államok képviselőházának tagja (1853–1855) A kansasi terület kormányzója (1855–1856)                                                                           | nem volt                                                                                                 | nem volt                                                                                                 |
| 15 | | Thomas Corwin (1794–1865)                                                                                | 1840. december 16.                                                                                       | 1842. december 14.                                                                                       | | Az Egyesült Államok szenátusának tagja (1845–1850) Az Egyesült Államok képviselőházának tagja (1831–1840; 1859–1861) Az Egyesült Államok pénzügyi államtitkára (1850–1853) Az Egyesült Államok nagykövete Mexikóban (1861–1864) | nem volt                                                                                                 | nem volt                                                                                                 |
| 16 | | Wilson Shannon (1802–1877)                                                                               | 1842. december 14.                                                                                       | 1844. április 15.                                                                                        | | Az Egyesült Államok nagykövete Mexikóban (1844–1845) Az Egyesült Államok képviselőházának tagja (1853–1855) A kansasi terület kormányzója (1855–1856)                                                                           | nem volt                                                                                                 | nem volt                                                                                                 |
| 17 | | Thomas W. Bartley (1812–1885)                                                                            | 1844. április 15.                                                                                        | 1844. december 3.                                                                                        | | | nem volt                                                                                                 | nem volt                                                                                                 |
| 18 | | Mordecai Bartley (1783–1870)                                                                             | 1844. december 3.                                                                                        | 1846. december 12.                                                                                       | | Az Egyesült Államok képviselőházának tagja (1823–1831) | nem volt                                                                                                 | nem volt                                                                                                 |
| 19 | | William Bebb (1802–1873)                                                                                 | 1846. december 12.                                                                                       | 1849. január 22.                                                                                         | | | nem volt                                                                                                 | nem volt                                                                                                 |
| 20 | | Seabury Ford (1801–1855)                                                                                 | 1849. január 22.                                                                                         | 1850. december 12.                                                                                       | | | nem volt                                                                                                 | nem volt                                                                                                 |
| 21 | | Reuben Wood (1792–1864)                                                                                  | 1850. december 12.                                                                                       | 1853. július 13.                                                                                         | | | nem volt                                                                                                 | nem volt                                                                                                 |
| 21 | William Medill                                                                                           | Reuben Wood (1792–1864)                                                                                  | 1850. december 12.                                                                                       | 1853. július 13.                                                                                         | | | | |
| 22 | | William Medill (1802–1865)                                                                               | 1853. július 13.                                                                                         | 1856. január 14.                                                                                         | | Az Egyesült Államok képviselőházának tagja (1839–1843) | Széküresedés                                                                                             | Széküresedés                                                                                             |
| 22 | James Myers                                                                                              | William Medill (1802–1865)                                                                               | 1853. július 13.                                                                                         | 1856. január 14.                                                                                         | | Az Egyesült Államok képviselőházának tagja (1839–1843) | | |
| 23 | | Salmon P. Chase (1808–1873)                                                                              | 1856. január 14.                                                                                         | 1860. január 9.                                                                                          | | Az Egyesült Államok képviselőházának tagja (1849–1855; 1861) Az Egyesült Államok pénzügyi államtitkára (1861–1864) A Legfelsőbb bíróság főbírája (1864–1873)                                                                    | Thomas H. Ford                                                                                           | |
| 23 | Martin Welker                                                                                            | Salmon P. Chase (1808–1873)                                                                              | 1856. január 14.                                                                                         | 1860. január 9.                                                                                          | | Az Egyesült Államok képviselőházának tagja (1849–1855; 1861) Az Egyesült Államok pénzügyi államtitkára (1861–1864) A Legfelsőbb bíróság főbírája (1864–1873)                                                                    | | |
| 24 | | William Dennison Jr. (1815–1882)                                                                         | 1860. január 9.                                                                                          | 1862. január 13.                                                                                         | | Washington DC elöljárója (1874–1878) Az Egyesült Államok Főpolgármestere (1864 – 1866) | Robert C. Kirk                                                                                           | |
| 25 | | David Tod (1805–1868)                                                                                    | 1862. január 13.                                                                                         | 1864. január 11.                                                                                         | | Az Egyesült Államok nagykövete Mexikóban (1847–1851) | Benjamin Stanton                                                                                         | |
| 26 | | John Brough (1811–1865)                                                                                  | 1864. január 11.                                                                                         | 1865. augusztus 29.                                                                                      | | | Charles Anderson                                                                                         | |
| 27 | | Charles Anderson (1814–1895)                                                                             | 1865. augusztus 29.                                                                                      | 1866. január 8.                                                                                          | | | Széküresedés                                                                                             | Széküresedés                                                                                             |
| 28 | | Jacob Dolson Cox (1828–1900)                                                                             | 1866. január 8.                                                                                          | 1868. január 13.                                                                                         | | Az Egyesült Államok képviselőházának tagja (1877–1879) Az Egyesült Államok belügyi államtitkára (1869–1870) | Andrew McBurney                                                                                          | |
| 29 | | Rutherford B. Hayes (1822–1893)                                                                          | 1868. január 13.                                                                                         | 1872. január 8.                                                                                          | | Az Egyesült Államok képviselőházának tagja (1865–1867) Az Amerikai Egyesült Államok 19. elnöke (1877–1881) | John C. Lee                                                                                              | |
| 30 | | Edward F. Noyes (1832–1890)                                                                              | 1872. január 8.                                                                                          | 1874. január 12.                                                                                         | | Az Egyesült Államok nagykövete Franciaországban (1877–1881) | Jacob Mueller                                                                                            | |
| 31 | | William Allen (1803–1879)                                                                                | 1874. január 12.                                                                                         | 1876. január 10.                                                                                         | | Az Egyesült Államok képviselőházának tagja (1833–1835) Az Egyesült Államok szenátusának tagja (1837–1849) | Alphonso Hart                                                                                            | |
| 32 | | Rutherford B. Hayes (1822–1893)                                                                          | 1876. január 10.                                                                                         | 1877. március 2.                                                                                         | | Az Egyesült Államok képviselőházának tagja (1865–1867) Az Amerikai Egyesült Államok 19. elnöke (1877–1881) | Thomas L. Young                                                                                          | |
| 33 | | Thomas L. Young (1832–1888)                                                                              | 1877. március 2.                                                                                         | 1878. január 14.                                                                                         | | Az Egyesült Államok képviselőházának tagja (1879–1883) | H. W. Curtiss                                                                                            | |
| 34 | | Richard M. Bishop (1812–1893)                                                                            | 1878. január 14.                                                                                         | 1880. január 12.                                                                                         | | | Jabez W. Fitch                                                                                           | |
| 35 | | Charles Foster (1828–1904)                                                                               | 1880. január 12.                                                                                         | 1884. január 14.                                                                                         | | Az Egyesült Államok képviselőházának tagja (1871–1879) | Andrew Hickenlooper                                                                                      | |
| 35 | Rees G. Richards                                                                                         | Charles Foster (1828–1904)                                                                               | 1880. január 12.                                                                                         | 1884. január 14.                                                                                         | | Az Egyesült Államok képviselőházának tagja (1871–1879) | | |
| 36 | | George Hoadly (1826–1902)                                                                                | 1884. január 14.                                                                                         | 1886. január 11.                                                                                         | | | John George Warwick                                                                                      | |
| 37 | | Joseph B. Foraker (1846–1917)                                                                            | 1886. január 11.                                                                                         | 1890. január 13.                                                                                         | | Az Egyesült Államok szenátusának tagja (1897–1909) | Robert P. Kennedy                                                                                        | |
| 37 | Silas A. Conrad                                                                                          | Joseph B. Foraker (1846–1917)                                                                            | 1886. január 11.                                                                                         | 1890. január 13.                                                                                         | | Az Egyesült Államok szenátusának tagja (1897–1909) | | |
| 37 | William C. Lyon                                                                                          | Joseph B. Foraker (1846–1917)                                                                            | 1886. január 11.                                                                                         | 1890. január 13.                                                                                         | | Az Egyesült Államok szenátusának tagja (1897–1909) | | |
| 38 | | James E. Campbell (1843–1924)                                                                            | 1890. január 13.                                                                                         | 1892. január 11.                                                                                         | | Az Egyesült Államok képviselőházának tagja (1884–1889) | Elbert L. Lampson                                                                                        | |
| 38 | William V. Marquis                                                                                       | James E. Campbell (1843–1924)                                                                            | 1890. január 13.                                                                                         | 1892. január 11.                                                                                         | | Az Egyesült Államok képviselőházának tagja (1884–1889) | | |
| 39 | | William McKinley (1843–1901)                                                                             | 1892. január 11.                                                                                         | 1896. január 13.                                                                                         | | Az Egyesült Államok képviselőházának tagja (1877–1891) Az Amerikai Egyesült Államok 25. elnöke (1897–1901) | Andrew L. Harris                                                                                         | |
| 40 | | Asa S. Bushnell (1834–1904)                                                                              | 1896. január 13.                                                                                         | 1900. január 8.                                                                                          | | | Asa W. Jones                                                                                             | |
| 41 | | George K. Nash (1842–1904)                                                                               | 1900. január 8.                                                                                          | 1904. január 11.                                                                                         | | | John A. Caldwell                                                                                         | |
| 41 | Carl L. Nippert                                                                                          | George K. Nash (1842–1904)                                                                               | 1900. január 8.                                                                                          | 1904. január 11.                                                                                         | | | | |
| 41 | Harry L. Gordon                                                                                          | George K. Nash (1842–1904)                                                                               | 1900. január 8.                                                                                          | 1904. január 11.                                                                                         | | | | |
| 42 | | Myron T. Herrick (1854–1929)                                                                             | 1904. január 11.                                                                                         | 1906. január 8.                                                                                          | | Az Egyesült Államok nagykövete Franciaországban (1912–1914) | Warren G. Harding                                                                                        | |
| 43 | | John M. Pattison (1847–1906)                                                                             | 1906. január 8.                                                                                          | 1906. június 18.                                                                                         | | Az Egyesült Államok képviselőházának tagja (1891–1893) | Andrew L. Harris                                                                                         | |
| 44 | | Andrew L. Harris (1835–1915)                                                                             | 1906. június 18.                                                                                         | 1909. január 11.                                                                                         | | | Széküresedés                                                                                             | Széküresedés                                                                                             |
| 45 | | Judson Harmon (1846–1927)                                                                                | 1909. január 11.                                                                                         | 1913. január 13.                                                                                         | | Az Egyesült Államok igazságügyi államtitkára (1895–1897) | Francis W. Treadway                                                                                      | |
| 45 | Atlee Pomerene                                                                                           | Judson Harmon (1846–1927)                                                                                | 1909. január 11.                                                                                         | 1913. január 13.                                                                                         | | Az Egyesült Államok igazságügyi államtitkára (1895–1897) | | |
| 45 | Hugh L. Nichols                                                                                          | Judson Harmon (1846–1927)                                                                                | 1909. január 11.                                                                                         | 1913. január 13.                                                                                         | | Az Egyesült Államok igazságügyi államtitkára (1895–1897) | | |
| 46 | | James M. Cox (1870–1957)                                                                                 | 1913. január 13.                                                                                         | 1915. január 11.                                                                                         | | Az Egyesült Államok képviselőházának tagja (1909–1913) | W. A. Greenlund                                                                                          | |
| 47 | | Frank B. Willis (1871–1928)                                                                              | 1915. január 11.                                                                                         | 1917. január 8.                                                                                          | | Az Egyesült Államok képviselőházának tagja (1911–1915) | John H. Arnold                                                                                           | |
| 48 | | James M. Cox (1870–1957)                                                                                 | 1917. január 8.                                                                                          | 1921. január 10.                                                                                         | | Az Egyesült Államok képviselőházának tagja (1909–1913) | Earl D. Bloom                                                                                            | |
| 48 | Clarence J. Brown                                                                                        | James M. Cox (1870–1957)                                                                                 | 1917. január 8.                                                                                          | 1921. január 10.                                                                                         | | Az Egyesült Államok képviselőházának tagja (1909–1913) | | |
| 49 | | Harry L. Davis (1878–1950)                                                                               | 1921. január 10.                                                                                         | 1923. január 8.                                                                                          | | | Clarence J. Brown                                                                                        | |
| 50 | | A. Victor Donahey (1873–1946)                                                                            | 1923. január 8.                                                                                          | 1929. január 14.                                                                                         | | Az Egyesült Államok szenátusának tagja (1935–1941) | Earl D. Bloom                                                                                            | |
| 50 | Charles H. Lewis                                                                                         | A. Victor Donahey (1873–1946)                                                                            | 1923. január 8.                                                                                          | 1929. január 14.                                                                                         | | Az Egyesült Államok szenátusának tagja (1935–1941) | | |
| 50 | Earl D. Bloom                                                                                            | A. Victor Donahey (1873–1946)                                                                            | 1923. január 8.                                                                                          | 1929. január 14.                                                                                         | | Az Egyesült Államok szenátusának tagja (1935–1941) | | |
| 50 | William G. Pickrel                                                                                       | A. Victor Donahey (1873–1946)                                                                            | 1923. január 8.                                                                                          | 1929. január 14.                                                                                         | | Az Egyesült Államok szenátusának tagja (1935–1941) | | |
| 50 | George C. Braden                                                                                         | A. Victor Donahey (1873–1946)                                                                            | 1923. január 8.                                                                                          | 1929. január 14.                                                                                         | | Az Egyesült Államok szenátusának tagja (1935–1941) | | |
| 51 | | Myers Y. Cooper (1873–1958)                                                                              | 1929. január 14.                                                                                         | 1931. január 12.                                                                                         | | | John T. Brown                                                                                            | |
| 52 | | George White (1872–1953)                                                                                 | 1931. január 12.                                                                                         | 1935. január 14.                                                                                         | | | William G. Pickrel                                                                                       | |
| 52 | Charles W. Sawyer                                                                                        | George White (1872–1953)                                                                                 | 1931. január 12.                                                                                         | 1935. január 14.                                                                                         | | | | |
| 53 | | Martin L. Davey (1884–1946)                                                                              | 1935. január 14.                                                                                         | 1939. január 9.                                                                                          | | Az Egyesült Államok képviselőházának tagja (1918–1921; 1923–1929) | Harold G. Mosier                                                                                         | |
| 53 | Paul P. Yoder                                                                                            | Martin L. Davey (1884–1946)                                                                              | 1935. január 14.                                                                                         | 1939. január 9.                                                                                          | | Az Egyesült Államok képviselőházának tagja (1918–1921; 1923–1929) | | |
| 54 | | John W. Bricker (1893–1986)                                                                              | 1939. január 9.                                                                                          | 1945. január 8.                                                                                          | | Az Egyesült Államok szenátusának tagja (1947–1959) | Paul M. Herbert                                                                                          | |
| 55 | | Frank J. Lausche (1895–1990)                                                                             | 1945. január 8.                                                                                          | 1947. január 13.                                                                                         | | Az Egyesült Államok szenátusának tagja (1957–1969) | George D. Nye                                                                                            | |
| 56 | | Thomas J. Herbert (1894–1974)                                                                            | 1947. január 13.                                                                                         | 1949. január 10.                                                                                         | | | Paul M. Herbert                                                                                          | |
| 57 | | Frank J. Lausche (1895–1990)                                                                             | 1949. január 10.                                                                                         | 1957. január 3.                                                                                          | | Az Egyesült Államok szenátusának tagja (1957–1969) | George D. Nye                                                                                            | |
| 57 | John William Brown                                                                                       | Frank J. Lausche (1895–1990)                                                                             | 1949. január 10.                                                                                         | 1957. január 3.                                                                                          | | Az Egyesült Államok szenátusának tagja (1957–1969) | | |
| 58 | | John William Brown (1913–1993)                                                                           | 1957. január 3.                                                                                          | 1957. január 14.                                                                                         | | | Széküresedés                                                                                             | Széküresedés                                                                                             |
| 59 | | C. William O'Neill (1916–1978)                                                                           | 1957. január 14.                                                                                         | 1959. január 12.                                                                                         | | | Paul M. Herbert                                                                                          | |
| 60 | | Michael DiSalle (1908–1981)                                                                              | 1959. január 12.                                                                                         | 1963. január 14.                                                                                         | | | John W. Donahey                                                                                          | |
| 61 | | Jim Rhodes (1909–2001)                                                                                   | 1963. január 14.                                                                                         | 1971. január 11.                                                                                         | | | John William Brown                                                                                       | |
| 62 | | John J. Gilligan (1921–2013)                                                                             | 1971. január 11.                                                                                         | 1975. január 13.                                                                                         | | Az Egyesült Államok képviselőházának tagja (1965–1969) | John William Brown                                                                                       | |
| 63 | | Jim Rhodes (1909–2001)                                                                                   | 1975. január 13.                                                                                         | 1983. január 10.                                                                                         | | | Dick Celeste                                                                                             | |
| 63 | George Voinovich                                                                                         | Jim Rhodes (1909–2001)                                                                                   | 1975. január 13.                                                                                         | 1983. január 10.                                                                                         | | | | |
| 63 | Széküresedés                                                                                             | Jim Rhodes (1909–2001)                                                                                   | 1975. január 13.                                                                                         | 1983. január 10.                                                                                         | | | | |
| 64 | | Dick Celeste (1937)                                                                                      | 1983. január 10.                                                                                         | 1991. január 14.                                                                                         | | Az Egyesült Államok nagykövete Indiában (1997–2001) | Myrl Shoemaker                                                                                           | |
| 64 | Széküresedés                                                                                             | Dick Celeste (1937)                                                                                      | 1983. január 10.                                                                                         | 1991. január 14.                                                                                         | | Az Egyesült Államok nagykövete Indiában (1997–2001) | | |
| 64 | Paul Leonard                                                                                             | Dick Celeste (1937)                                                                                      | 1983. január 10.                                                                                         | 1991. január 14.                                                                                         | | Az Egyesült Államok nagykövete Indiában (1997–2001) | | |
| 65 | | George Voinovich (1936–2016)                                                                             | 1991. január 14.                                                                                         | 1998. december 31.                                                                                       | | Az Egyesült Államok szenátusának tagja (1999–2001) | Mike DeWine                                                                                              | |
| 65 | Széküresedés                                                                                             | George Voinovich (1936–2016)                                                                             | 1991. január 14.                                                                                         | 1998. december 31.                                                                                       | | Az Egyesült Államok szenátusának tagja (1999–2001) | | |
| 65 | Nancy Hollister                                                                                          | George Voinovich (1936–2016)                                                                             | 1991. január 14.                                                                                         | 1998. december 31.                                                                                       | | Az Egyesült Államok szenátusának tagja (1999–2001) | | |
| 66 | | Nancy Hollister (1949)                                                                                   | 1998. december 31.                                                                                       | 1999. január 11.                                                                                         | | | Széküresedés                                                                                             | Széküresedés                                                                                             |
| 67 | | Bob Taft (1942)                                                                                          | 1999. január 11.                                                                                         | 2007. január 8.                                                                                          | | | Maureen O'Connor                                                                                         | |
| 67 | Jennette Bradley                                                                                         | Bob Taft (1942)                                                                                          | 1999. január 11.                                                                                         | 2007. január 8.                                                                                          | | | | |
| 67 | Bruce Edward Johnson                                                                                     | Bob Taft (1942)                                                                                          | 1999. január 11.                                                                                         | 2007. január 8.                                                                                          | | | | |
| 67 | Széküresedés                                                                                             | Bob Taft (1942)                                                                                          | 1999. január 11.                                                                                         | 2007. január 8.                                                                                          | | | | |
| 68 | | Ted Strickland (1941)                                                                                    | 2007. január 8.                                                                                          | 2011. január 10.                                                                                         | | Az Egyesült Államok képviselőházának tagja (1993–1995; 1997–2007) | Lee Fisher                                                                                               | |
| 69 | | John Kasich (1952)                                                                                       | 2011. január 10.                                                                                         | 2019. január 14.                                                                                         | | Az Egyesült Államok képviselőházának tagja (1983–2001) | Mary Taylor                                                                                              | |
| 70 | | Mike DeWine (1947)                                                                                       | 2019. január 14.                                                                                         | hivatalban                                                                                               | | Ohio főügyésze (2011–2019) Az Amerikai Egyesült Államok Szenátusának tagja (1995–2007) Ohio alkormányzója (1991–1994) Az Amerikai Egyesült Államok Képviselőházának tagja (1983–1991)                                           | Jon A. Husted                                                                                            | |